# Ruger Super Blackhawk
 (février 2020).
Si vous disposez d'ouvrages ou d'articles de référence ou si vous connaissez des sites web de qualité traitant du thème abordé ici, merci de compléter l'article en donnant les références utiles à sa vérifiabilité et en les liant à la section « Notes et références ».
Le revolver Ruger Super Blackhawk est une version agrandie et alourdie du Ruger Blackhawk introduite sur le marché par Sturm Ruger & Co en 1959 pour tirer la .44 Magnum.  Il devient le Ruger New Model Super Blackhawk en 1973 à la suite de l'amélioration de son mécanisme. Mais le nom de Super Blackhawk l'emporte sur New Model Blackhawk dans l'usage courant.

## Utilisation
Sur son marché d'origine, l'Amérique du Nord, ce révolver est prévu pour la chasse à l'arme de poing et le tir sur silhouettes métalliques.

## Fiche technique  du  Super Blackhawk
- Mécanisme : Simple action. Système d'éjection des douilles par baguette. Hausse réglable et guidon à rampe.
- Principale munition : .44 Magnum.
  - Sur commande ou en série limitée, ce révolver a été chambré en .41 Magnum, .454 Casull et .480 Ruger.
- Canon : 117, 165,  190 et 267  mm. 
  - En série limitée existe avec un canon de 95 mm.
- Longueur de l'arme : 27 à 42 cm.
- Masse de l'arme vide : 1,26 à 1,54 kg.
- Capacité du barillet : 6 cartouches.

## Sources
Cette notice est issue de la lecture des revues spécialisées et monographies de langue française suivantes :
- Cibles (Fr)
- Action Guns (Fr)
- R. Caranta, Pistolets et Revolvers d'aujourd'hui, Crépin-Leblond, 5 tomes, 1998-2009.